# Yanacachi
Yanacachi ist eine Siedlung im Departamento La Paz im südamerikanischen Anden-Staat Bolivien.

## Lage im Nahraum
Yanacachi ist der zentrale Ort des Municipios Yanacachi in der Provinz Sud Yungas. Die Ortschaft liegt auf in einer Höhe von 2042 m malerisch auf einem Bergrücken zwischen den Flüssen Río Takesi und Río Unduavi, die beide über den Río Boopi zum Río Beni entwässern.

## Geographie
Yanacachi liegt in den bolivianischen Yungas am Ostabhang des Hochgebirgsrückens der Cordillera Real. Die Region weist ein ausgeprägtes Tageszeitenklima auf, bei dem die mittleren Temperaturschwankungen im Tagesverlauf deutlicher ausfallen als im Ablauf der Jahreszeiten.
Die Jahresdurchschnittstemperatur der Region liegt bei 12 °C, die Monatswerte schwanken nur unwesentlich zwischen knapp 10 °C im Juni/Juli und knapp 14 °C im November/Dezember (siehe Klimadiagramm Yapacani). Der Jahresniederschlag beträgt etwa 1000 mm, die Monatsniederschläge liegen zwischen etwa 10 mm in den Monaten Juni und Juli und etwas mehr als 150 mm von Dezember bis Februar.

## Verkehrsnetz
Yanacachi liegt in einer Entfernung von 157 Straßenkilometern östlich von La Paz, der Hauptstadt des gleichnamigen Departamentos.
Von La Paz führt die Nationalstraße Ruta 3 in nordöstlicher Richtung 60 Kilometer bis Unduavi, von dort zweigt die unbefestigte Ruta 25 nach Chulumani in südöstlicher Richtung ab und folgt dem Flusslauf des Río Unduavi. Nach etwa 25 Kilometern führt eine Nebenstraße nach rechts über weitere sechs Kilometer nach Yanacachi und von dort aus zu der an einem alten Inka-Pfad gelegenen Bergarbeiter-Siedlung La Chojlla.

## Bevölkerung
Die Einwohnerzahl der Ortschaft ist im vergangenen Jahrzehnt deutlich zurückgegangen:
| Jahr | Einwohner         | Quelle       |
| ---- | ----------------- | ------------ |
| 1992 | keine Detaildaten | Volkszählung |
| 2001 | 504               | Volkszählung |
| 2012 | 314               | Volkszählung |
| 2024 |                   | Volkszählung |